# Beaumont und Fletcher

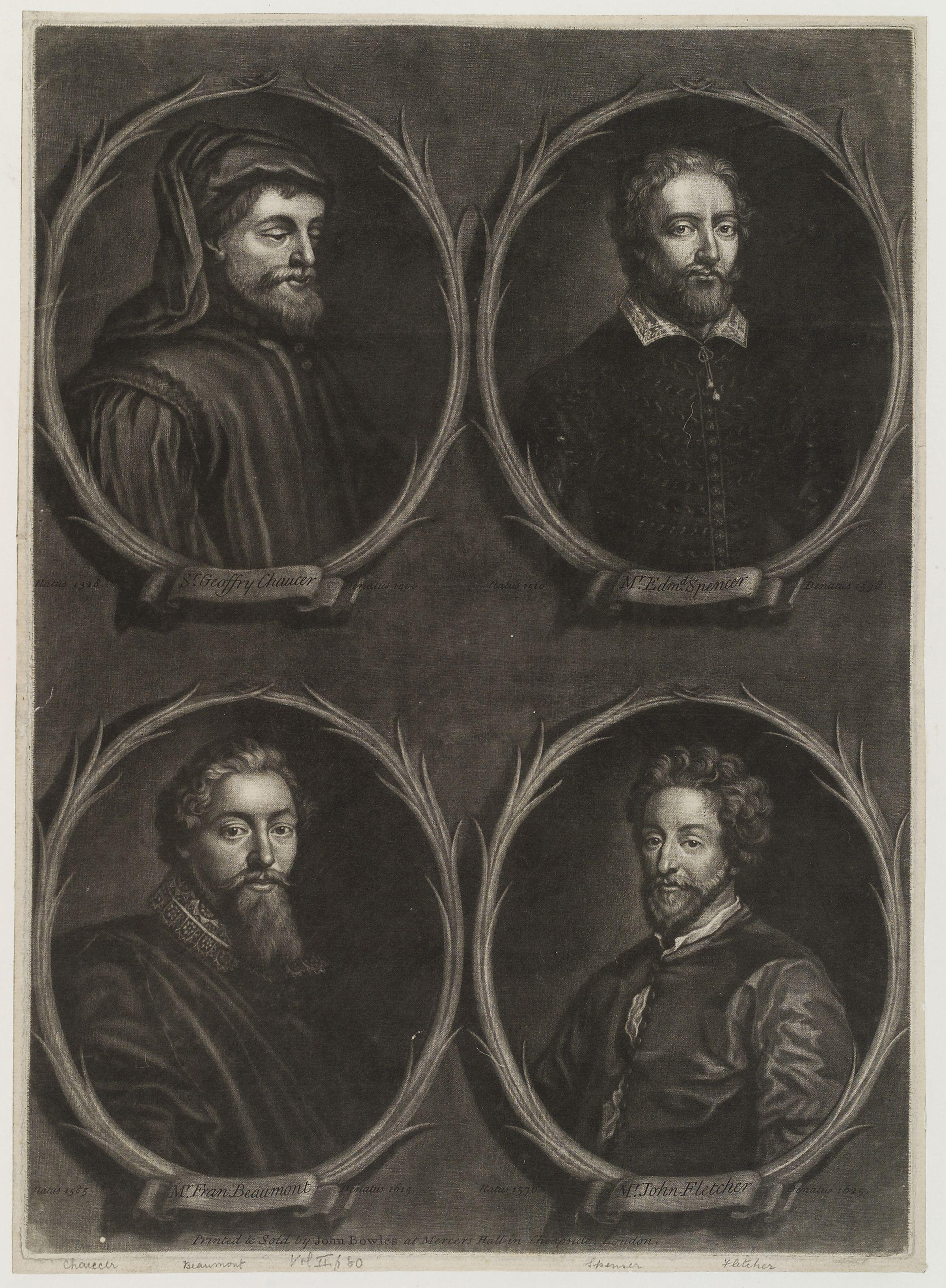
Edmund Spenser, Geoffrey Chaucer, John Fletcher und Francis Beaumont

Beaumont und Fletcher waren die beiden englische Dramatiker Francis Beaumont (1584–1616) und John Fletcher (1579–1625). Während der Regierungszeit von Jakob I. (1603–1625) schrieben sie viele Dutzend Theaterstücke, davon 13 bis 15 Stücke als gemeinsame Arbeiten, den größeren Teil unabhängig voneinander. Trotzdem werden sie meist zusammen genannt.